# Ventersburg
Ventersburg este un oraș din Africa de Sud.